# Isaac d'Alexandrie (Copte)
Isaac d'Alexandrie est un  patriarche copte d'Alexandrie du 4 décembre 689 ou février 690 au 29 octobre 692